# Burmannia geelvinkiana
Burmannia geelvinkiana ist eine Pflanzenart aus der Familie der Burmanniaceae. Sie ist beheimatet in Neuguinea.

## Beschreibung
Burmannia geelvinkiana ist eine einjährige, blattgrüne, fadenförmig schlanke, unverzweigt bis selten verzweigt wachsende krautige Pflanze, die eine Wuchshöhe von 9 bis 11 Zentimeter erreicht. Sie ist semi-mykotroph. Ein Rhizom ist nicht vorhanden, die Wurzeln faserig. Die Blätter sind lanzettlich bis linealisch und spitz und rund 3 Millimeter lang. Sie stehen als bodenständige Rosette aus zwei bis fünf Blättern sowie eng angelegt am Stängel, dort sind sie spitz und rund 3 Millimeter lang.
Der Blütenstand ist meist eine Einzelblüte, besteht gelegentlich aber auch aus zwei oder drei Blüten. Die annähernd ungestielten Blüten sind rund 7,3 Millimeter lang und lavendelfarben. Die Blütenröhre ist zylindrisch dreiwinklig und 1,6 Millimeter lang, die extrem reduzierten Flügel sind rippenartig und verlaufen von unterhalb des Ansatzes des Fruchtknotens bis zum Ansatz der äußeren Blütenlappen. Die äußeren Blütenlappen sind dreieckig, dünn und aufrecht und 1,6 Millimeter lang, die inneren lanzettlich, dünn, zu den Staubfäden geneigt und 0,5 bis 0,6 Millimeter lang. Die Staubfäden sind ungestielt und setzen im Blütenhüllschlund unterhalb der inneren Blütenlappen an, das Konnektiv weist zwei kurze, seitliche Arme auf, die die Thecae tragen.
Die Fruchtknoten sind elliptisch bis rund und 3,5 bis 4,5 Millimeter lang. Die umgekehrt-eiförmige bis annähernd runde, 4 bis 5,5 Millimeter lange Kapsel öffnet sich entlang von Querschlitzen. Die Samen sind zahlreich und elliptisch.

## Verbreitung
Burmannia geelvinkiana ist beheimatet im westlichen Neuguinea, wo sie in Savannen in Höhenlagen zwischen 20 und 3000 Meter wächst. Sie ist vergesellschaftet mit Baeckea frutescens, Nepenthes phyllamphora sowie Myrtenheiden- und Akazienarten.

## Systematik
Die Art wurde 1877 von Odoardo Beccari erstbeschrieben.